# إميل كريبس
إميل كريبس (بالألمانية: Emil Krebs) (و. 1867 – 1930 م) هو دبلوماسي ألماني، توفي في برلين، عن عمر يناهز 63 عاماً.

## التعليم
تعلم في جامعة فروتسواف.